# Chiesa di Santa Maria Assunta (Barbarano Vicentino)
La chiesa di Santa Maria Assunta è la parrocchiale di Barbarano Vicentino, in provincia e diocesi di Vicenza; fa parte del vicariato della Riviera Berica.

## Storia
L'antica chiesa di Barbarano Vicentino fu edificata nei primi secoli della diffusione del Cristianesimo (vedasi l'iscrizione posta sulla facciata della chiesa), per poi essere ricostruita nel 1004.
L'attuale parrocchiale venne edificata nel 1747. I lavori per la facciata terminarono nel 1888. Solo nel 1935 la chiesa fu completata e decorata. Nel 1976 venne restaurato il tetto come intervento di sistemazione successivamente al terremoto del Friuli.

## Descrizione
Contenute nelle nicchie della facciata, due statue settecentesche: a sinistra san Pietro con il libro sacro e due grosse chiavi, a destra san Paolo con il libro e la spada. Alle pareti laterali della navata vi sono sei altari barocchi: della Madonna del Rosario, della Madonna del Parto, dell'Assunta, del Sacro Cuore di Gesù, di sant'Antonio da Padova e di san Giuseppe; al centro l'altare Maggiore.